# Восточный (остров, Опасные)
Восто́чный — остров в южной части архипелага Северная Земля. Административно относится к Таймырскому Долгано-Ненецкому району Красноярского края.
Входит в состав островов Опасных. Вместе с другим островом группы — расположенном в 1,4 километре к западу островом Западный, лежит обособленно от других островов архипелага. Ближайшие острова: Большевик — в 45 километрах к востоку, Октябрьской Революции — в 50 километрах к северу, острова Краснофлотские — в 25 километрах к северо-востоку.
Остров является вершиной небольшой подводной гряды, круто возвышающейся над ровной поверхностью шельфа Карского моря. Он почти вплотную окружён более чем стометровыми глубинами, но из-за своих малых размеров плохо различим с моря. Представляет значительную навигационную опасность.
Наивысшая точка — 14 метров. В центральной части острова закреплена точка съёмочной сети.

## Топографические карты
- Лист карты T-47-XIII,XIV,XV острова Краснофлотские (Северная Земля). Масштаб: 1 : 200 000. Состояние местности на 1957 год.